# Zyras subobsoletus
Zyras subobsoletus Assing, 2016 è un coleottero appartenente alla famiglia Staphylinidae.

## Etimologia
Il nome deriva dal prefisso latino sub-, cioè sotto, sottostante e dal sostantivo obsoletus, -i, cioè desueto, obsoleto, di aspetto vecchio; in riferimento all'aspetto alquanto obsoleto delle macchie nere presenti sulle elitre.

## Caratteristiche
L'olotipo maschile rinvenuto ha una lunghezza totale di 6,5-7,0mm.

## Distribuzione
L'olotipo maschile è stato reperito nella Cina centrale: a Xiaoxiang Ling, 11 chilometri a sud della località di Shimian, nella prefettura di Ya'an, appartenente alla provincia di Sichuan meridionale.

## Tassonomia
Al 2017 non sono note sottospecie e dal 2016 non sono stati esaminati nuovi esemplari.